# Abelardo Alvarado Alcántara
Abelardo Alvarado Alcántara (ur. 8 czerwca 1933 w Acambay, zm. 3 lipca 2021) – meksykański duchowny rzymskokatolicki, w latach 1985–2008 biskup pomocniczy Meksyku.

## Życiorys
Święcenia kapłańskie przyjął 26 październiika 1958. 26 kwietnia 1985 został prekonizowany biskupem pomocniczym Meksyku ze stolicą tytularną Thysdrus. Sakrę biskupią otrzymał 14 czerwca 1985. 22 lipca 2008 przeszedł na emeryturę.